# Паламарівка
Паламарі́вка —  село в Україні, у Куп'янському районі Харківської області. Входить до складу Кіндрашівської сільської громади. Населення становить 18 осіб. До 22020 року орган місцевого самоврядування — Смородьківська сільська рада.

## Географія
Село Паламарівка знаходиться на правому березі річки Куп'янка, вище за течією на відстані 2 км розташоване село Смородьківка, нижче за течією на відстані 3 км розташоване село Московка, на протилежному березі - село Велика Шапківка.

## Історія
7 (20) листопада 1917 року, відповідно до Третього Універсалу Української Центральної Ради, увійшло до складу Української Народної Республіки.
12 червня 2020 року, відповідно до розпорядження Кабінету Міністрів України № 725-р «Про визначення адміністративних центрів та затвердження територій територіальних громад Харківської області», увійшло до складу Кіндрашівської сільської територіальної громади.